# Sybra drescheri
Sybra drescheri är en skalbaggsart som beskrevs av Fisher 1936. Sybra drescheri ingår i släktet Sybra och familjen långhorningar. Inga underarter finns listade i Catalogue of Life.